# Sveahallen

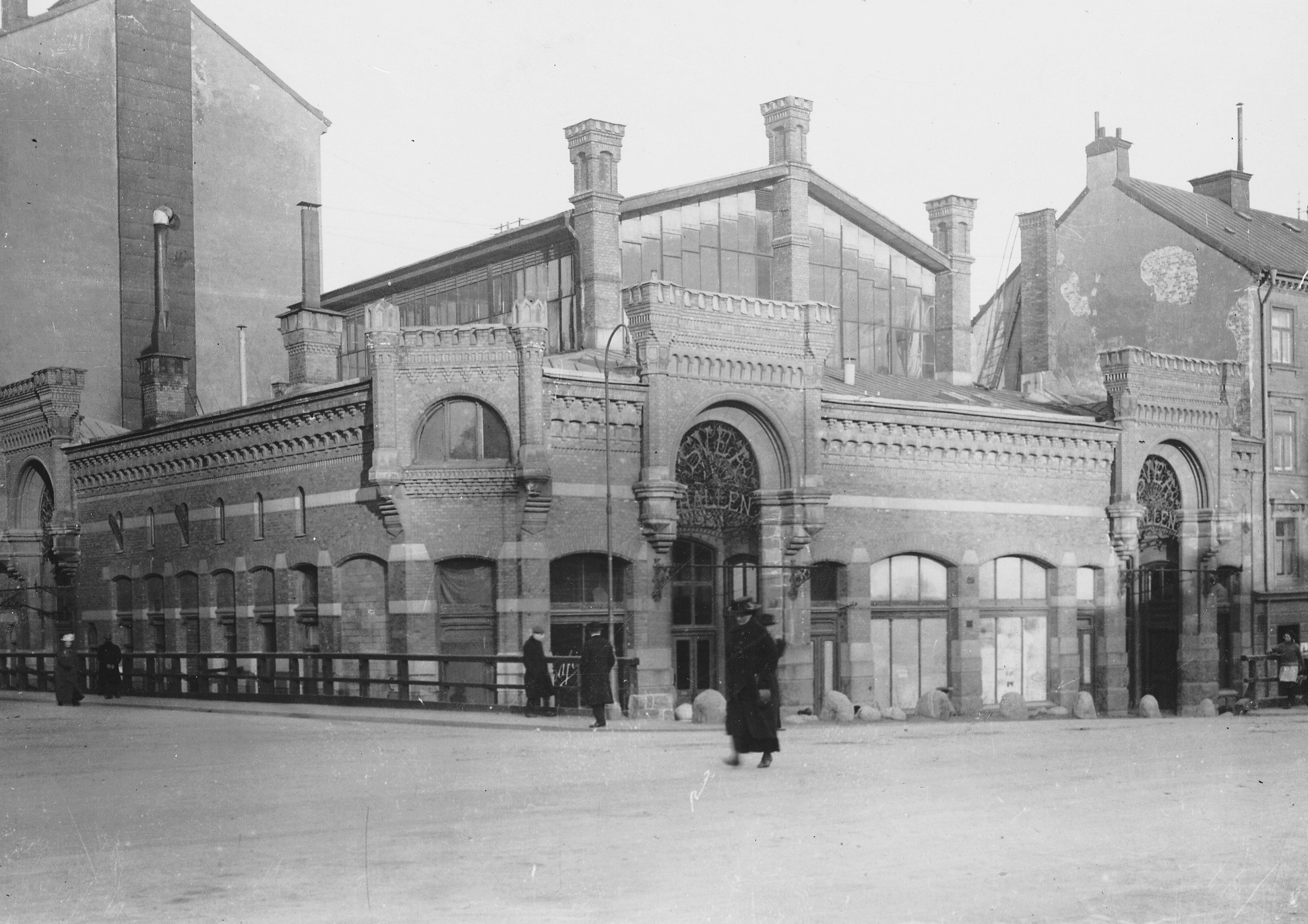
Sveahallen kring sekelskiftet 1900.

Sveahallen var en saluhall i kvarteret Sjökatten belägen i hörnet av nuvarande Sveavägen / Kungstensgatan i Vasastaden, Stockholm. Hallen byggdes 1889–1890 efter ritningar av arkitekt Ernst Haegglund och revs 1930 i samband med att på tomten Sjökatten 13 uppfördes en ny bostads- och affärsbyggnad.

## Bakgrund
Sveahallen var en av flera saluhallar som uppfördes i Stockholm under 1800-talets andra hälft. År 1875 byggdes Stockholms första saluhall; Köttorgshallen (även kallad Munkbrohallen) i Gamla stan. 1884 följde Hötorgshallen, 1888 Östermalmshallen och 1899 Maria saluhall på Södermalm. Anledning till att saluhallar byggdes var en strävan att överföra viss typ av öppen torghandel till mera hygieniska, klimatskyddade saluhallar. Sådana hade redan uppförts i södra Europa och de visade sig ha en gynnsam effekt på saniteten. Nästan varje stadsdel i Stockholm hade i slutet av 1800-talet en egen saluhall. Vasastadens saluhall kom att bli Sveahallen, uppkallad efter den planerade Sveavägen som vid tiden fortfarande hette Stora Bastugatan. 
I Vasastaden fanns ytterligare en saluhall kring sekelskiftet 1900. Den kallades Vasahallen eller Vasas saluhall och låg kvarteret Adlern mindre på en genomgående tomt med ingångar från Norrtullsgatan 5 och Vegagatan 4. Av alla dessa saluhallar från sena 1800-talet existerar idag bara Östermalmshallen.

## Hallen
| Ritningar |  | Ritningar |
| Ritningar |  |           |

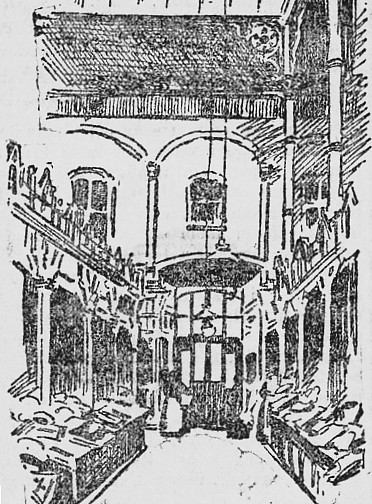
Interiörskiss 1902.

Sveahallen uppfördes 1889 på initiativ av Byggnadsaktiebolaget Svea Saluhall på en tomt som ägdes av bolagets grundare, grosshandlaren A.T. Edlund. Företaget anlitade arkitekt Ernst Haegglund att rita hallen och som byggmästare fungerade ingenjören Wilhelm Nerman. 
Byggnaden uppfördes i två våningar med källare och fasader i rohbau, alltså oputsat tegel, som mönstermurades och försågs med utsmyckningar av kalkstenslister och toureller. Teglet levererades från Carl Oscar Lundbergs tegelbruk i Eskilstuna och cementarbetena utfördes av Skånska Cementgjuteriet medan järnkonstruktionen med gjutjärnspelare och takstolar av järnprofiler kom från Bolinders Mekaniska Verkstad. För gipsarbetena svarade stuckatören Axel Notini. Hallen fick indirekt dagsljus via en stor taklanternin. Det fanns vissa likheter med  Östermalmshallen, som dock var betydligt större och mera påkostat. Byggkostnaden för Sveahallen stannade vid omkring 250 000 kronor.  
I hallen anordnades 46 försäljningsplatser eller torgstånd i fyra rader. Varje försäljningsplats hade tillgång till en egen källarlokal. Torgstånden var utförda i "särdeles effektfull träarkitektur", som Dagens Nyheter skrev i en kort byggnadspresentation den 8 februari 1890. Det fanns vatten och avlopp indragen och allmän belysning i form av gasljus. För individuell belysning av stånden fick man betala extra. I Sveahallen salufördes bland annat kött, fisk, grönsaker, kaffe och andra livsmedel. I övervåningen anordnades några bostadsrum för bland annat vaktmästaren och för torghandlare och allmänheten fanns toaletter och telefonrum. Mot gatan inrättades fyra butiker, ett café låg i hörnet Stora Bastugatan / Kungstensgatan. Hyran sattes låg och vid invigningen var samtliga platser uthyrda.
År 1930 revs hallen för att ge plats åt ett kontors- och bostadshus i funktionalistiskt stil ritat av arkitekt Jakob Hebert och byggt av Olle Engkvist.